# Мегалитно светилище под Царев връх
 Мегалитното светилище под Царев връх обхваща мащабна сакрална територия, разположена по билото на Рила планина (на 2000 – 2200 m н.в.) между Марков връх и западното подножие на Царев връх с обща дължина от около 5 km и „маркирана“ с множество мегалитни валуни с вторично обработени вкопавания под формата на малки басейни и изтичащи от тях улеи.
Според интерпретацията на проф. Васил Марков тази голяма сакрализирана територия е играела ролята на важен култов център за древнотракийските племена, населявали региона през Желязната епоха и Античността, в който са извършвани езически религиозни ритуали по периодичното обновяване на царската власт и вероятно по предаването на законите за управлението на държавата от Залмоксис на тракийския владетел.
Марков изказва хипотезета, че мегалитният култов комплекс под Царев връх е големият езически предшественик на Рилския манастир, отстоящ на няколко километра в източна псосока.

## Откритие
Светилището е локализирано и регистрирано между 2001 г. и 2006 г. по време на теренни проучвания ръководени от проф. Васил Марков (Югозападен университет „Неофит Рилски“). Проучванията са в рамките на програмата „Тракийски светилища от Западните Родопи, Пирин и Рила“, организирана съвместно с Югозападен университет „Неофит Рилски“, Факултет по изкуствата, катедра Културология, Национален археологически институт с музей при БАН и Регионален етнографски музей (Пловдив).
Царев връх е мястото, където според „Житието на Патриарх Евтимий“ и народните легенди, българският цар Петър I е разговарял и съветвал със свети Иван Рилски.
Още първите изследователи на житието на свети Иван Рилски влизат в спор за датировката и произхода на легендата, свързана с Царев връх. Иван Дуйчев я свързва трайно със средновековния български владетел, докато Иван Фекелджиев се съмнява в реалността на събитието от Х в. и е склонен в нея да вижда проекция на прочутото изкачване на Хемус от македонския цар Филип V Македонски. Според проф. Марков в по-общ и особено в мито-ритуален план, в легендата могат да се видят артефакти от практикувани в древността царски обреди на върха.
Археологическите материали намерени по време на теренното проучване на научната експедиция ръководена от проф. Марков и колегите му датират от късната бронзова епоха, предримската епоха и късната Античност.

### Датиране
Датирането с методите на археострономията поставя обекта в много хипотетичните хронологични граници от втората половина на I хил. пр. Хр. – IV век сл. Хр. и показват, че освен керамичните фрагменти, намерени около скално-изсечения паметник, има и следи от човешка дейност върху естествения скален микрорелеф. Много е вероятно „инструменталните“ възможности на обекта да са били използвани и в по-късни епохи, включително до късната Античност. Вероятно възрастта на съоръженията е значително по-ранна – още от Каменно-медната епоха.

## Геология и тектоника
В геоложко отношение районът, в който е разположено светилището, се числи към Богутевската свита, която е изградена от еднообразни мигматизирани биотитови или двуслюдени гнайси, които са сиви до тъмносиви и средно до едрозърнести, с паралелна, ивичеста или шистозна текстура и лепидогранобластична структура. Те са изградени от плагококлаз (глигоклаз, рядко андезин), кварц, червенокафяв биотид имусковит. В минимални количества в състава на свитата присъства гранат – биотитови, мусковит – биотитови и лептитоидни гнайси.
В тектонско отношение територията на светилището има сложен строеж, което е резултат от полициклично и полифазово текстонско развитие. Това се дължи на факта, че тази територия е част от основна структура, намираща се на изток от река Струма, която се описва като Рило-Западнорупско подуване. Тази структура е усложнена от магматично предопределени антикликални структури и разположени между тях синклинални предимно със субмериодални посоки на осите.
Геологията и тектониката на района на светилището оформят въпросните вертикални и хоризонтални скални плоскости, ориентирани приблизително в линия североизток – югозапад, заемащи по този начин значителна част от площта на възвишението. Западно от трилита (мегалитната арка), в рамките на обекта, са разположени всички по-значими камъни и каменни групи. Западно от него се оформя и негативна релефна част, скалните групи в която са ориентирани по оста север-юг, от която от основната скала се показват много каменни структури, повечето от които са скали, издължени по същата ос – основната от които е т.нар. „мегалитно яйце“.
В южна посока основният скален релеф се спуска стръмно към долината на Благоевградска Бистрица. В централната част на светилището се намира издължената от запад на изток скала с оформения в нея трилит. Според доц. Алексей Стоев, Пенка Мъглова и Петър Стефанов, ако се разгледат внимателно ерозионните форми и външните контури на скалите по територията на светилището, ще се установи, че те изглеждат точно по този начин, с толкова едноразмерни и сходни форми, само в рамките на обекта. Тъй като в останалата територия на прилежащия ландшафт, обкръжаващ обекта, се откриват значително по-разнообразни форми, това индиректно е доказателство, че скалата е обработвана, независимо от това, че дяланите форми са трудно различими.

## Описание, особености, научни изследвания и интерпретации

### Археологическо теренно проучване
През пролетта на 2001 г. проф. Марков и екипът му, водени от легендите за Крали Марко, извършват частично теренно проучване при изворите на река Благоевградска Бистрица, където по скалите, разположени при изворите и горните течения на десните притоци на реката са локализирани десетки скално-изсечени жертвеници под западното подножие на Царев връх. Екипът регистрира значителено по мащабите си вкопаване, с много добре издълбани на повърхността на скалата кръгли издълбавания, свързани с улей за изтичане на течностите. От южната страна над планинския поток в сакрализираната скала екипът регистрира плитка ниша-пещера, която при други мегалитни култови паметници, свързани с Крали Марко се тълкува като постоянното обиталище или скривалище на митичния герой. В народните предания и песни пещерата, в която живее Крали Марко е мястото на неговото изгнание, което той ще напусне някой ден, за да извърши нови подвизи. В този аспект на легендата проф. Марков намира структурна прилика с легендата за оттеглянето на свети Иван Рилски в пещера, намираща се в Рила планина, а от друга страна като архетип проф.Александър Фол многократно е описвал в научните си трудове легендите свързани с езическите митове от източното Средиземноморие за умиращи и възкръсващи сезонни божества, каквито за древна Тракия са Дионис-Загрей и Залмоксис.
През 2005 – 2006 г. екипът подновява проучванията по билото на планината по следите на описаната от Иван Вазов и впоследствие от Елена Огнянова легенда за двете трапчинки, които останали като отпечатък върху скалите от коленете на цар Петър под Царев връх, когато същият беседвал със свети Иван Рилски. Екипът открива, че голяма част от скалните късове, с които са осеяни западното и южното подножие на Царев връх са маркирани с вкопавания по тях. Скалните изсичания в преобладаващата си част са с кръгла форма. По-малка част от изсичанията в скалата са с формата на гигантско конско копито – като този знак-символ от народните легенди се тълкува като следа от коня на Крали Марко – Шарколия. Присъствието на „конски следи“ тук напомнят според проф. Марков за Крали Марко като за гигантски конник, който Евгени Теодоров свързва с древнотракийския Херос. Според Теодоров името Марко идва от древнотракийската дума за кон – marka.
Другите забележителни издълбавания на територията на светилището са „стъпките на Крали Марко“. Големите стъпки често са издълбани в мегалитните късове така, сякаш кракът на героя леко се е приплъзнал назад и тогава окончателно е потънал в скалата. Екипът от учени забелязва, че съществува последователност в изсичанията, където се наблюдават комплекси от по няколко символа – "стъпки”, „конски стъпки“ и кръгли вкопавания, често съпроводени от изсечени улеи за изтичане на течности от тях. Най-голямото количество вкопавания са струпани в западното подножие на върха, непосредствено до изворите на малък поток – един от многобройните извори на река Благоевградска Бистрица. Тези вкопавания, както и шараптажите, открити от екипа през 2000 г., в които са „отпечатани следите на героя“ се тълкуват като археологическо свидетелство, подкрепящо митологичната представа за Крали Марко като дарител на вода и покровител на плодородието, споменаван от народните легенди.
Сакралността на Царев връх и региона около него е маркирана и в наши дни с натрупването на още една легенда за това място, свързана с Крали Марко. Проф. Марков акцентира върху името на Крали Марко, в частта му „Крали“, което според него свидетелства за кралската, семантично съизмерима с царска, във фолклорно-митологичен план, титла на митологичния герой. Тя според Марков пряко кореспондира с топонима Царев връх.
Според проф. Марков един от най-забележителните обекти на територията на светилището са група жертвеници, маркиращи своеобразната скална гъба, открояваща се върху локална височина в западното подножие на Марков връх. Там екипът регистрира сложна система от скални вкопавания върху горната част на това вероятно изкуствено изградено съоръжение – огромна каменна плоча е поставена върху материкова скала, която погледната отдалеч напомня силуета на гъба. Проф. Марков изказва предположението, че това е централният жертвеник на скалното светилище – Марков връх в Рила планина. Най-внушителното вкопаване е огромната стъпка в скалата, която, ако се съди по данните от фолклорната легенда, трябва да се разглежда като отпечатък от стъпката от единия крак на Крали Марко – този, с който той бил стъпил на Марков връх. Освен свидетелство за мита, в който се разказва за странстващото божество, което периодично се завръща и обикаля територията си, „стъпките“ най-вероятно са били обект на възлияния, ако се съди по издълбаните за извеждане на течността от тях канали. Сакрализирането на скалните гъби се наблюдава в още в няколко древни светилища, изследвани от научната експедиция – това при Селанов бук на река Вищерица, както и при сакрализирания скален феномен „Сватбата“, край скалното светилище „Митровица“ до село Места, намиращи се в западните Родопи. Наблюдава се и в сакрализирания скален комплекс край Демир баба теке до гр. Исперих.
Най-сакралната част от светилищния комплекс е без съмнение групата мегалити оформящи скалната арка, каменното яйце и скалните гъби маркирани с множество вкопавания, улеи, процепи и др. Особено впечатляващи са скалните вдълбавания, оформени като две човешки длани върху сводовия камък на скалната арка, както и вкопаването с форма на огромна човешка стъпка. Общата площ на комплекса е около 2000 m², като освен основното съоръжение – трилит, в прилежащата част се намират и други скални формации, функционално свързани с него.

### Археоастрономическо проучване
Археоастрономическите изследвания, извършени от доц. д-р Алексей Стоев, д-р Пенка Мъглова и Петър Стефанов, установяват, че в рамките на обекта са оформени две скални площадки – с източен и западен обзор към местния хоризонт; трилитът (мегалитната арка) е ориентиран към специфична, астрономически значима точка от хоризонта – изгрев на Слънцето по време на лятното слънцестоене; двете релефни скални образувания с формата на гъби, разположени в източната част на светилището са свързани с изгрева на Слънцето; мегалит, разположен на запад от мегалитната арка, маркиран с издълбавания, е ориентиран по световните посоки; скалните ямки върху най-високата северна скала на трилита са подредени в звездна конфигурация, за която се предполага, че е звездният куп Плеяди, който има хелиакален изгрев по време на лятното слънцестоене.
Според Стоев, Мъглова и Стефанов, работили по изследването на светилището и свързаните с него обекти, специално внимание заслужава мегалитният валун с формата на каменното яйце, маркирано с издълбани жертвеници. То попада на пътя на слънчевите лъчи, падащи рано сутрин в просвета на арката и е служил за точното установяване на деня на лятното слънцестоене в Древността.
Това свързва паметника с основните култови практики на това място в тракийската древност. Изгревите и залезите на Слънцето по време на слънцестоене (лятно и зимно) вероятно са били свързани с характерни дни и празници от календарната и земеделска година на древните.

### Интерпретация
Според интерпретацията на проф. Марков (която е доста спорна и небазирана на достатъчно находки), може да се предполага, че чрез знаците символи – скално яйце, жертвеници с форма на ръце и скалната арка е записан орфическият демиургически мит за раждането на светлия бог Фанес от космическото яйце. Вероятно се касае за особено значимо царско светилище, служещо за обезсмъртяване на тракийски владетели. Може да се предполага, че то е вероятният древен предшественик на Рилския манастир.
Марков предлага хипотезата, че орфическото Сътворение в изначалното митологично време е плод на хиерогамия (свещен брак между слънчевото светило, като природен код и майката Земя), символизирана като земна утроба от скалната арка. Вероятно периодичното приобщаване на тракийския владетел към този най-сакрален акт от изначалното митологично време било голямата мистерия по обновяването на неговата божествена и политическа власт. В резултат той периодично се раждал отново като син на Великата богиня майка, символизирана от Земята и слънчевото божество.
Тук обезсмъртяването според Марков, се осъществява чрез провиранията през разглежданата, както и при другите аналогични арки, придружено с възлияния отгоре, извършвано в точно определен момент, определен от слънчевия календар. Вероятно това е бил летен празник, тъй като изследваната сакрална територия от билото на Рила реално е използваема през трите най-горещи летни месеца. На базата на известните етноложки данни Марков предполага, че това е празник, когато Слънцето е напълно „възмъжало“, в зенита си, а това е времето, свързвано в народния календар с Горещниците, Илинден, а и с честваното в този период рождение на свети Иван Рилски от християнската Църква. В този ред на мисли е и тезата, поддържана от Юрдан Трифонов и Иван Фекелджиев, че средновековният култ към свети Иван Рилски е наследил по-ранен християнски култ тук, свързан със свети Илия – приемник на Бога на бурята и соларното божество от езическите религии в Тракия. За почитането тук на бога на бурята напомнят и откриваните върху Маркова скала врязани стрели – символ на светкавиците и дъбови листа – знак-символ на свещеното дърво на бога на бурята.
Едно от доказателствата, което навежда екипа на проф. Марков на предположението, че Марков камък е използван от древните траки, е че изпод скалите под Марков камък извира един от притоците на Благоевградска Бистрица, известен в миналото като река Бендишка. Прекръстена обаче в периода на социализма и отбелязан на сегашните туристически карти с името Узундолски дол. Марков свързва хидронима Бендишка река с Бендида – едно от названията на Великата богиня майка, без обаче конкретни доказателства, че Бендишка река може да бъде свързана с названието Бендида. В миналото местността около поречието на реката, обраснала със смесена гора от бяла бреза, ясен, леска и борове се е наричала Бендишка лъка.

## Исторически контекст
Другият топос, сакрализиран от втората стъпката на Крали Марко – Добро поле, отстои на около 5 km северно от Марков връх, в самото западно подножие на Царев връх. Цялото това пространство е белязано от дълга редица скални вкопавания. Откритият от екипа, ръководен от проф. Марков, до едно от тях кремъчен връх на стрела, повдига според него и въпроса за пред-индоевропейския произход на част от мегалитните свети места в древна Тракия. Факт, засвидетелствуван основно в Родопите и който намира паралели в генезиса на част от характеристиките на върховното мъжко и женско божество в древна Тракия.
На практика според проф. Марков тук те маркират един свещен път, свързващ двете култови места. Този факт отново отваря проблема за свещените пътища в древна Тракия като трасета, по които се движи древнотракийският цар, жрец и бог в своите периодични религиозни обиколки на държавната територия. Проф. Иван Маразов с основание посочва, че той най-вероятно следва пътя, очертан от Дионис или от Орфей в изначалното митологично време.
Според проф. Марков топонимът Царев връх е възможният древнотракийски архетип на средновековната легенда за царят, съветващ се с оттеглилия се в свещената планина Залмоксис, като много е вероятно на това светилище да са практикувани древнотракийски царски ритуали. Много е вероятно това да е ритуал по предаването на законите от божеството на тракийския цар-жрец. Мито-ритуална практика, която има многобройни паралели в древноизточния и в античния свят.
Тезата за свещения път се подкрепя и от един късен, но особено показателен факт. Въпросното трасе съвпада с пътя на поклонниците от Атон на Халкидическия полуостров, Беломорието и долината на река Места към Рилския манастир. Това древно трасе е белязано от множество още значими древнотракийски мегалитни светилища от двата бряга на Средна Места, които са проучени с теренни обхождания от екпедицията ръководена от проф. Марков – Ляски връх, Пиленцето, Острец, Митровица (край гр. Гоце Делчев), Света Петка (край с. Обидим), Поповото езеро, Света Текла, Каменот (всичките изброени са на територията на община Банско). Към свещените места по този своеобразен път Марков добавя проучваните по-рано светилища Бабяк и Столоватец, като прогнозира, че този списък в бъдеще ще бъде допълван. Според Марков вероятно става дума за свещен път, който използвали трибалите при похода си срещу Абдера и по който според него е минал обратно Александър Македонски в похода си срещу Трибалите в 335 г. пр. Хр. Той е и най-краткото трасе между Амфиполис – началната точка на похода на Александър Македонски и територията на трибалите от северозападна Тракия. В подкрепа на тази теза отново са изводите на проф. Маразов, че чуждите завоеватели в Тракия често следват трасетата на свещените пътища, като мито-религиозна форма за завладяването и приобщаването на страната.
Добро поле е относително ниска, сравнително голяма и равна територия на билото на Рила планина, като голяма част от територията му е покрита със скални късове. Намиращите се от западната част са маркирани с множество издълбавания в скалите от същия тип, като тези в подножието на Марков връх. Научната експедиция ръководена от проф. Марков регистрира на това място няколко забележителни менхири. Високи до 2 m, цилиндрични като форма каменни блокове, с вкопавания точно на върха, от които „изтичат“ улеи. В семантичен аспект, тези съоръжения са разглеждани като фалоси – напомнящи за присъствието на мъжкия божествен персонаж тук.
Централната част на светилището е в северозападната част на Добро поле, точно в западното подножие на Царев връх. Маркирана е от скална арка – кромлех, груба, вероятно изкуствено изработена, чрез поставянето на огромна каменна плоча върху две съседни материкови скали. Арката е със слънчева ориентация на изток. В скалата над нея са издълбани две огромни човешки ръце, представени с разперени пръсти. (В народните легенди това са ръцете на Крали Марко. Символът на божествената ръка има дълга история, като се започне от праисторическата епоха, с един от най-представителните сакрални паметници – светилището от Чаталхьоюк (тур.-Çatalhöyük) в Анатолия (Турция), премине се през религиозната символика на древноизточния свят и източното Средиземноморие и се стигне до древна Тракия.) Предполага се че ръката тук е символът на Дионис-Сабазий, позната от многобройни паметници от трако-римската епоха.
Върху покривната плоча на арката личат множество вкопавания, най-забележителното от които е „стъпката“ с улеи, изтичащи в светлия отвор. Този факт предполага възлияния, при култовите практики, свързани с преминаването, промушването през арката в древността. Според проф. Марков на този етап паралел на новооткритата ситуация при това култово място има само от светилището в местността Селанов бук, на река Вищерица в Западните Родопи. Имайки предвид археологическата ситуация, проф. Марков предлага хипотезата, че най-вероятно става дума за „капкови възлияния с мляко отгоре“, като част от мистериалните орфически практики, посочени и коментирани от проф. Александър Фол в античните писмените източници; практики, които се свързват с култа по обезсмъртяването в древна Тракия. Част от тях, макар и силно фолклоризирани, са се запазили, главно като лечебни народни практики в Западните Родопи. Класически примери в това отношение са Скалната арка-долмен от мегалитното светилище Градище до село Долно Дряново, в местността Поп Минчин камък, край село Долно Дряново и това в местността Скрибина, край село Крибул. В тях след провирането си през арката, често рано сутрин, при изгрев слънце, лекуваният сваля горните стари дрехи, оставя ги върху скалата, с което изоставя старата си болна същност. Остава по новите си дрехи, които предварително е облякъл отдолу. Преражда се за нов живот, в случая като здрав човек.

## Пътеводител
Светилищната територия разположена под Царев връх в местността Марков камък започва с древен поклоннически път, маркиран с мегалитни жертвеници още в боровите гори, находящи се по склоновете срещу хижа Бодрост. Денивелацията на терена е 1100 m, а маршрутът е труден. Изминава се за около три часа, като изкачването е постепенно. На по-старите туристически карти има отбелязани две различни пътеки до върха – със син и червен цвят. В туристическата карта на Рила, издание на Картография ЕООД от 2006 година, този туристически маршрут не е отбелязан. В действителност пътеката към върха е сравнително добре белязана със зелена маркировка.
От хижа Бодрост се излиза на асфалтовия път и се върви в посока към Благоевград. След около 0,5 km се завива вдясно по полуразрушено шосе, което извежда до четири разположени една след друга изоставени сгради на горското стопанство. Между третата сграда (боядисана в бяло постройка със зелена желязна врата) и четвъртата сграда, която се руши, а вратите и прозорците ѝ липсват, тръгва горска пътечка. След по-малко от 100 m пътечката се разклонява – едната продължава напред и надолу към малка река, приток на Благоевградска Бистрица, а другата свива надясно и се изкачва нагоре. Поема се по втората пътека и се следва зелената маркировка по дърветата.
Пътеката е добре утъпкана от конете, с които се пренася дървен материал от сечищата в този район на планината, върви през гората и след около 200 m излиза на по-широк горски път и маршрутът продължава около 25 m по него, след което пътеката продължава в иглолистната гора, като трябва да се следи за зелената маркировка по дърветата. Впоследствие пътеката отново излиза на широкия горски път използван от дървосекачите, където е разположен стар фургон, около който понякога пасат коне. Поема се по пътя, който пълзи на северозапад, и влиза отново в иглолистната гора, като от лявата му страна има участъци, където се наблюдават много малинови храсти, след които пътеката завива вдясно на югоизток и става чувствително по-тясна от прашния горски път, а около нея са разположени ниска растителност и храсти. В някои участъци маркировката е нанесена върху големите камъни, разположени около пътеката в иглолистната гора. От този сектор около двете страни на криволичещата нагоре пътека в гората започват струпванията на мегалитни валуни маркирани с кръгли и елипсовидни жертвеници, вкопани в ронещата се скала. Пътеката излиза на голяма поляна и продължава в иглолистната гора като следва посока изток. Маркировката в този участък е нанесена върху кората на боровите дървета, които са разположени на гъсто едно до друго и лесно може да бъде изгубена. Между дърветата растат множество малинови храсти. В следващия участък, където гората става сравнително по-гъста, пътеката завива на северозапад, като в протежение на 200 – 300 m е укрепена с малки сухи зидове, които могат да бъдат ползвани като свидетелство за вярната посока.
Един от най-трудните участъци от маршрута започва непосредствено преди изкачването на седловината, отбелязана на картите като Добро поле. Малко преди нея гората свършва и се върви по скалист участък, обрасъл с избуяла трева и храсталаци. Тук пътеката е много тясна, а денивелацията голяма. Маркировката е нанесена и върху повърхността на някои от големите скали разположени наоколо. Пътеката излиза на седловината, откъдето Царев връх се извисява от запад, а срещу него на изток е разположен Мечи връх. Пътеката излиза точно при извора на малката рекичка, около която в летните месеци честа гледка са високопланинските усойници. Към средата на седловината е разположено информационно табло и указателни табелки за посоките към върха и за пътеката към хижа Македония.
На западната страна са разположени няколко мегалитни струпвания маркирани с различни по форма жертвеници. Към центъра на светилищната територия се върви през поляни, обрасли предимно с хвойна. След около половин час се достига до най-запазената до днес част от древния мегалитен комплекс, където е разположена скалната арка и т.нар. „мегалитно яйце на бог Фанес“. В северното подножие на Царев връх са разположени няколко стопански сгради, където през лятото се отглеждат крави, които често се охраняват само от овчарски кучета, които могат да бъдат крайно агресивни. Най-подходящото време за посещение на обекта е края на септември, началото на октомври месец, когато времето е сравнително меко. Мястото е достъпно и от маршрут, идващ от хижа Македония.